# Paysage culturel de Sukur
Le paysage culturel de Sukur est situé dans la partie nord-est du Nigeria. Il est considéré comme un paysage culturel exceptionnel avec son palais du Hidi (chef), ses champs en terrasses, son village, restés inchangés pendant des siècles.
L’accès est presque impraticable et le tourisme y est très limité. Le paysage est inscrit sur la liste du patrimoine mondial de l’UNESCO depuis 1999.

## La communauté
Les fermiers continuent d’entretenir les terrasses pour les cultures de millet ou de haricots. Les terrasses servent également pour les rituels. On y trouve des tombes et des temples.
Les forgerons utilisent encore les forges traditionnelles, manuelles, pour fabriquer les outils avec le fer que l’on trouve en abondance dans les collines. Le Hidi, roi du village, résout les disputes et prend les décisions pour toute la communauté et, dans son rôle spirituel, préside les cultes des ancêtres ainsi que les festivals religieux. Les villageois disent que son palais a été construit par deux géants qui ont disparu aussitôt le travail terminé.
Les villageois se disent également prêt à quelque chose de plus moderne, comme une route et une clinique par exemple.

## Le baobab
Il existe un baobab que les villageois demandent aux visiteurs de ne pas approcher, parce qu’il aurait le pouvoir de transformer ceux qui le touchent en hermaphrodites.

## Bibliographie

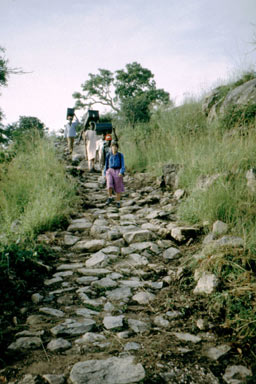
La route pavée